# Lista poveștilor din O mie și una de nopți
Lista poveștilor din O mie  de nopți:
(Traducere de Haralambie Grămescu și D. Murărașu)

## Lista
- POVESTEA NEGUSTORULUI CU EFRITUL 
  - Povestea întâiului șeic
  - Povestea celui de al doilea șeic
  - Povestea celui de al treilea șeic
- POVESTEA PESCARULUI CU EFRITUL	 
  - Povestea vizirului regelui Iunan și a medicului Ruian
  - Șoimul regelui Sindabad
  - Povestea prințului și a vampirei
  - Povestea tânărului fermecat și a peștilor
- POVESTEA HAMALULUI CU FECIOARELE (sau Povestea hamalului și a celor trei fecioare) 
  - Povestea întâiului saâluk
  - Povestea celui de al doilea saâluk
  - Povestea celui de al treilea saâluk
  - Povestea Zobeidei, întâia fecioară
  - Povestea Aminei, a doua fecioară
- POVESTEA FEMEII TĂIATE, A CELOR TREI MERE ȘI A NEGRULUI RIHAN
- POVESTEA VIZIRULUI NURREDIN, A FRATELUI SĂU VIZIRUL ȘAMSEDDIN ȘI A FRUMOSULUI HASSAN BADREDDIN

- POVESTEA COCOȘATULUI, A CROITORULUI, A MISITULUI, A FURNIZORULUI, A DOFTORULUI IUDEU ȘI A BĂRBIERULUI DIN BAGDAD
- POVESTEA MISITULUI CREȘTIN
- POVESTEA FURNIZORULUI STĂPÂNITORULUI CHINEI
- POVESTEA DOFTORULUI IUDEU
- POVESTEA CROITORULUI	
  - Povestea tânărului șchiop și a bărbierului
- POVEȘTILE BĂRBIERULUI DIN BAGDAD ȘI ALE CELOR ȘASE FRAȚI AI LUI	
  - Povestea bărbierului
  - Povestea lui Backbuk
  - Povestea lui El-Haddar
  - Povestea lui Bacbak
  - Povestea lui El-Kuz
  - Istoria lui El-Așar
  - Povestea lui Sakalik
- POVESTEA DULCEI PRIETENE, ANIS AL-DJALIS, ȘI A LUI ALI-NUR
- POVESTEA LUI GHANEM BEN-AYUR ȘI A SURORII SALE FETNAH	
  - Povestea arapului Sauar
  - Povestea arapului Kafur
  - Povestea arapului Bakhita

- POVESTEA REGELUI OMAR AL-NEMAN ȘI A MINUNAȚILOR SĂI FECIORI, ȘARCAN ȘI DAUL-MACAN 
  - Parabolele celor trei porți
  - Povestea morții regelui Omar Al-Neman și minunatele cuvinte de dinainte de moartea lui
  - Cuvântul primei fete
  - Cuvântul fetei a doua
  - Cuvântul fetei a treia
  - Cuvântul fetei a patra
  - Cuvântul fetei a cincea
  - Cuvântul bătrânei
  - Povestea mânăstirii
  - Povestea celor doi îndăgostiți Aziz și Aziza și a frumosului prinț Diadem
  - Povestea frumosului Aziz
  - Povestea domniței Donia și a prințului Diadem
  - Isprăvile tânărului Kanmacan, fiul lui Daul-Macan

- MINUNATELE POVEȘTI ALE ANIMALELOR ȘI ALE PĂSĂRILOR
- POVESTEA GÂȘTEI, A PĂUNULUI ȘI A PĂUNIȚEI
- CIOBANUL ȘI FECIOARA
- POVESTEA BROAȘTEI-ȚESTOASE ȘI A PESCĂRUȘULUI
- POVESTEA LUPULUI ȘI A VULPII
- POVESTEA ȘOARECELUI ȘI A NEVĂSTUICII
- POVESTEA CORBULUI ȘI A ZIBETEI
- POVESTEA CORBULUI ȘI A VULPOIULUI
- POVESTEA LUI ALI BEN-BEKAR ȘI A FRUMOASEI ȘAMSENNAHAR
- POVESTEA DOMNIȚEI BUDUR
- POVESTEA FRUMOSULUI-FERICIT ȘI A FRUMOASEI-FERICITE

- POVESTEA LUI ALUNIȚĂ
- POVESTEA PREAÎNVĂȚATEI SIMPATIA
- PĂȚANIA POETULUI ABU-NUWAS
- POVESTEA LUI SINDBAD-MARINARUL
  - Întâia povestire a lui Sindbad-marinarul și care-i întâia călătorie a sa
  - Cea de a doua povestire a lui Sindbad-marinarul și care-i a doua călătorie a sa
  - Cea de-a treia povestire a lui Sindbad-marinarul și care-i a treia călătorie a sa
  - Cea de-a patra povestire a lui Sindbad-marinarul și care-i a patra călătorie a sa
  - Cea de-a cincea povestire a lui Sindbad-marinarul și care-i a cincea călătorie a sa
  - Cea de-a șasea povestire a lui Sindbad-marinarul și care-i a șasea călătorie a sa
  - Cea de-a șaptea povestire a lui Sindbad-marinarul și care-i a șaptea și cea din urmă călătorie a sa
- POVESTEA FRUMOASEI ZUMURRUD ȘI A LUI ALIȘAR, FIUL LUI GLORIE

- POVESTEA CELOR ȘASE FETIȘCANE FIECARE DE ALT FEL
- POVESTEA ORAȘULUI-DE-ARAMĂ
- POVESTIREA LUI IBN AL-MANSUR DESPRE CELE DOUĂ FETE
- POVESTEA REGINEI YAMLIKA, DOMNIȚA DE SUB PĂMÂNT
- POVESTEA FRUMOSULUI FLĂCĂU TRIST
- FLORILE HAZULUI ȘI GRĂDINA SNOAVELOR	 
  - Al-Rașid și șeicul cel cu ochi bolnavi
  - Copilandrul și dascălul său
  - Sacul năzdrăvan
  - Ce să alegi? Un flăcău tânăr sau un bărbat copt?
  - Prețul castraveților
  - Pletele albe
  - Încurcătura descurcată
  - Abu-Nuwas și baia lui Sett Zobeida
  - Abu-Nuwas făcând stihuri
  - Măgarul
  - Sett Zobeida prinsă cu ocara
  - Bărbat sau femeie?
  - Împărțeala
  - Dascălul de școală
  - Stihurile de pe o cămașă
  - Stihurile de pe o cupă
  - Califul în coș
  - Spălătorul de mațe
  - Frumoasa Prospețimea-Ochilor
- CALIFUL CEL CIUDAT
- POVESTEA FRUMOASEI FLOARE-DE-TRANDAFIR

- POVESTEA FERMECATĂ A CALULUI DE ABANOS
- POVESTEA DALILEI-CEA-VICLEANĂ
- SACUL FERMECAT SAU POVESTEA LUI JUDER PESCARUL
- POVESTEA LUI ABU-KIR ȘI A LUI ABU-SIR

- SNOAVE PILDUITOARE DIN GRĂDINA ÎNMIRESMATĂ	 
  - Cele trei dorințe
  - Flăcăul și masagiul de la hammam
  - Alb și alb
- POVESTEA LUI ABDALLAH-DE-PE-USCAT ȘI A LUI ABDALLAH-DIN-MARE
- POVESTEA TÂNĂRULUI CEL GALBEN
- POVESTEA FLOAREI-DE-GRANATĂ ȘI A LUI ZÂMBET-DE-LUNĂ
- SEARA DE IARNĂ A LUI ISAC DIN MOSSUL
- FELAHUL DE LA EGIPT ȘI COPIII SĂI CEI ALBI
- POVESTEA LUI KHALIF-CEL-SĂRAC
- PĂȚANIILE LUI HASSAN AL-BASSRI ȘI ALE PREAFRUMOASEI STRĂLUCIRE

- DIVANUL OAMENILOR DE RÂS ȘI DE BATJOCURĂ	
  - Bubuitura de pomină
  - Cei doi poznași
  - Viclenie muierească
- POVESTEA ADORMITULUI TREAZ
- DRAGOSTEA DULCEI ZEIN AL-MAWASSIF
- POVESTEA TÂNĂRULUI LENEȘ
- POVESTEA TÂNĂRULUI NUR ȘI A VITEZEI FRÂNC
- SFATURILE MĂRINIMIEI ȘI ALE ȘTIINȚEI DE A TE PURTA ÎN VIAȚĂ	
  - Saladin și vizirul său
  - Mormântul Îndrăgostiților
  - Divorțul tinerei Hind
- POVESTEA OGLINZII FECIOARELOR

- POVESTEA LUI ALLADIN ȘI A LĂMPII FERMECATE
- PARABOLA ADEVĂRATEI ȘTIINȚE A VIEȚII
- FARIZADA SAU ZÂMBET DE TRANDAFIR
- POVESTEA LUI KAMAR ȘI A MULTPRICEPUTEI HALIMA
- POVESTEA PULPEI DE BERBEC
- CHEILE URSITEI

- DIVANUL NĂZBÂTIILOR UȘURATICE ȘI ÎNȚELEPCIUNII VESELE
  - Papucii care nu se mai prăpădesc
  - Bahlul, măscăriciul lui Al-Rașid
  - Chemarea la pace peste tot pământul
  - Brăcinarele înnodate
  - Povestea celor doi mâncători de hașiș
  - Povestea cadiului Tata-al Vântuiturilor
  - Măgarul cadiu
  - Cadiul și măgărușul
  - Cadiul cel isteț
  - Povețele unuia care se pricepe la femei
  - Judecata mâncătorului de hașiș
- POVESTEA DOMNIȚEI NURRENNAHAR ȘI A FRUMOASEI GENNIA
- POVESTEA DULCEI SCLIPIRE-DE-MĂRGĂRITAR
- CELE DOUĂ VIEȚI ALE SULTANULUI MAHMUD
- COMOARA CEA FĂRĂ DE SFÂRȘIT
- POVESTEA CEA ÎNTORTOCHEATĂ A BLAJINULUI COPIL DIN FLORI
  - Povestea maimuțoiului flăcău
  - Povestea celui dintâi nebun
  - Povestea celui de al doilea nebun
  - Povestea celui de al treilea nebun

- NOUĂZECI ȘI NOUĂ DE CAPETE RETEZAT
- TICĂLOȘIA SOȚIILOR	
  - Povestea istorisită de plăcintar
  - Povestea istorisită de zarzavagiu
  - Povestea istorisită de măcelar
  - Povestea istorisită de baș-clarinet
- POVESTEA LUI ALI BABA ȘI A CELOR PATRUZECI DE HOȚI
- ÎNTÂLNIRILE LUI AL-RAȘID PE PODUL BAGDADULUI	
  - Povestea tânărului stăpân al iepei bălane
  - Povestea călătețului pe urma căruia se cântau cântece indienești și chinezești
  - Povestea șeicului cel cu mâna darnică
  - Povestea pascalului de școală olog și cu gura ruptă
  - Povestea orbului de pe pod, cel care cerea să fie pălmuit
- POVESTEA DOMNIȚEI ZULEICA
- NĂZDRAVĂNIILE CELE DULCI ALE TINEREȚII FĂRĂ DE GRIJI	
  - Flăcăiașul cel căpățânos și sora lui cea cu picior mic
  - Belciugul de la gleznă
  - Povestea cu țapul și cu fata regelui
  - Povestea cu fiul regelui și cu broaca-țestoasă
  - Fata neguțătorului de boabe de năut
  - Dezlegătorul
  - Povestea căpeteniei de agii
  - Care este cel mai mărinimos?
  - Bărbierul jugănit
  - Povestea lui Faiiruz și a soției sale
  - Obârșia și deșteptăciunea

- POVESTEA CĂRȚII MAGICE
- POVESTEA CEA STRĂLUCITĂ A CRĂIȘORULUI DIAMAN
- CÂTEVA NĂZDRĂVĂNII ȘI CÂTEVA PARIMII DE-ALE DASCĂLULUI LAFURILOR ȘI PERDAFURILOR
- POVESTEA COPILANDREI VRAJA INIMILOR, ISPRĂVNICEASA PĂSĂRILOR

- POVESTEA LUI BAÎBARS ȘI A ISPRAVNICILOR SĂI DE AGIE
  - Povestea istorisită de către cel dintâi ispravnic de agi
  - Povestea istorisită de către cel de al doilea ispravnic de agie
  - Povestea istorisită de către cel de al treilea ispravnic de agie
  - Povestea istorisită de către cel de al patrulea ispravnic de agie
  - Povestea istorisită de către cel de al cincelea ispravnic de agie
  - Povestea istorisită de către cel de al șaselea ispravnic de agie
  - Povestea istorisită de către cel de al șaptelea ispravnic de agie
  - Povestea istorisită de către cel de al optulea ispravnic de agie
  - Povestea istorisită de către cel de al nouălea ispravnic de agie
  - Povestea istorisită de către cel de al zecelea ispravnic de agie
  - Povestea istorisită de către cel de al unsprezecelea ispravnic de agie
  - Povestea istorisită de către cel de al doisprezecelea ispravnic de agie
- POVESTEA RUJEI DE MARE ȘI A COPILANDREI DIN CHINA
- POVESTEA SARAILIEI UNSE CU MIERE DE ALBINE ȘI A AFURISITEI DE NEVESTE A CAVAFULUI
- LUCARNELE ÎNVĂȚĂTURII ȘI ALE ISTORIEI	
  - Poetul Doreiid, firea lui mărinimoasă și dragostea lui pentru vestita poetă Tumadir El-Khansa
  - Poetul Find și cele două fete viteze ale sale, Ofaiirah-Soarele și Hozeilah-Luna
  - Dragostea domniței Fatimah cu poetul Murakiș
  - Răzbunarea regelui Hojjr
  - Soții zugrăviți de soțiile lor
  - Omar despicătorul
  - Cântăreața Sallamah cea albastră
  - Dalcavucul
  - Roaba ursitei
  - Gherdanul belaliu
  - Isac din Mossul și cântecul cel proaspăt auzit
  - Cele două dănțuitoare
  - Cataiful cu fistic și dezlegarea buclucului pravilnicesc
  - Copila arabă de la fântână
  - Ponoasele îndărătniciei
- SFÂRȘITUL LUI GIAFAR ȘI AL BARMAKIZILOR
- DUIOASA POVESTE A CRĂIȘORULUI IASMIN ȘI A DOMNIȚEI MIGDALA

## Biblioteca pentru toți
Lista volumelor O mie și una de nopți din catalogul colecției Biblioteca pentru toți
| An   | Nr.  | Autor | Titlu                                               | Note                                                                                                 |
| ---- | ---- | ----- | --------------------------------------------------- | --- |
| 1966 | 356  | ***   | Povestea hamalului cu fecioarele                    | O mie și una de nopți, vol. 1, Nopțile 1-24. Reeditat ca Povestea hamalului și a celor trei fecioare |
| 1968 | 453  | ***   | Povestea dulcei prietene                            | O mie și una de nopți, vol. 2, Nopțile 25-44                                                         |
| 1970 | 572  | ***   | Povestea regelui Omar Al-Neman                      | O mie și una de nopți, vol. 3, Nopțile 45-145                                                        |
| 1970 | 598  | ***   | Minunatele povești ale animalelor și ale păsărilor  | O mie și una de nopți, vol. 4, Nopțile 146-248                                                       |
| 1971 | 645  | ***   | Povestea lui Sindbad-Marinarul                      | O mie și una de nopți, vol. 5, Nopțile 249-331                                                       |
| 1972 | 709  | ***   | Florile hazului și grădina snoavelor                | O mie și una de nopți, vol. 6, Nopțile 332-414                                                       |
| 1973 | 736  | ***   | Povestea Dalilei-cea-Vicleană                       | O mie și una de nopți, vol. 7, Nopțile 416-501                                                       |
| 1973 | 757  | ***   | Povestea Floarei-de-Granată și a lui Zîmbet-de-Lună | O mie și una de nopți, vol. 8, Nopțile 502-615                                                       |
| 1973 | 770  | ***   | Povestea oglinzii fecioarelor                       | O mie și una de nopți, vol. 9, Nopțile 616-731                                                       |
| 1974 | 802  | ***   | Povestea lui Aladdin și a lămpii fermecate          | O mie și una de nopți, vol. 10, Nopțile 732-794                                                      |
| 1974 | 815  | ***   | Povestea dulcei Sclipire-de-Mărgăritar              | O mie și una de nopți, vol. 11, Nopțile 795-844                                                      |
| 1975 | 835  | ***   | Povestea lui Ali Baba și a celor patruzeci de hoți  | O mie și una de nopți, vol. 12, Nopțile 834-894                                                      |
| 1975 | 858  | ***   | Povestea Cărții magice                              | O mie și una de nopți, vol. 13, Nopțile 895-937                                                      |
| 1976 | 887  | ***   | Sfîrșitul lui Giafar                                | O mie și una de nopți, vol. 14, Nopțile 938-1001                                                     |
| 1988 | 1302 | ***   | Sfîrșitul lui Giafar                                | O mie și una de nopți, vol. 14, Nopțile 938-1001. Vezi și nr. 887 BPT                                |

## Vezi și
- Listă de povești